# Dyersville
Dyersville is een plaats (city) in de Amerikaanse staat Iowa, en valt bestuurlijk gezien onder Delaware County en Dubuque County.

## Demografie
Bij de volkstelling in 2000 werd het aantal inwoners vastgesteld op 4035. In 2006 is het aantal inwoners door het United States Census Bureau geschat op 4167, een stijging van 132 (3,3%).

## Geografie
Volgens het United States Census Bureau beslaat de plaats een oppervlakte van 11,9 km², geheel bestaande uit land.

## Plaatsen in de nabije omgeving
De onderstaande figuur toont nabijgelegen plaatsen in een straal van 16 km rond Dyersville.